# Альбрехтсбург
Крепость Альбрехтсбург (нем. Albrechtsburg) была возведена в Мейсене между 1471 и 1500 годами как резиденция саксонских курфюрстов из династии Веттинов на месте старой маркграфской крепости Веттинов. Во время начала строительства курфюршеством Саксонией правили совместно курфюрст Эрнст и герцог Альбрехт. Последним венценосцем, который правил Саксонией из Альбрехтсбурга, был Георг Бородатый. Последующие правители Саксонии предпочитали жить в Дрезденской резиденции. С 1710 по 1863 годы здесь производился знаменитый мейсенский фарфор.